# José Antonio Canales Rivera
Pour les articles homonymes, voir Canales (homonymie).
José Antonio Canales Rivera, né le 28 mars 1974 à Barbate (Espagne, province de Cadix), est un matador espagnol.

## Présentation

### Carrière
- Débuts en public : Jerez de la Frontera (Espagne, province de Cadix le 15 avril 1992.
- Débuts en novillada avec picadors : Azpeitia (Espagne, province du Guipuscoa) le 28 mars 1993.
- Présentation à Madrid : 30 avril 1993 aux côtés de Regino Ortés et José Ignacio Uceda Leal. Novillos de la ganadería du Puerto de San Lorenzo.
- Alternative : Valence (Espagne) le 20 juillet 1996. Parrain, Emilio Muñoz ; témoin, Víctor Puerto. Taureaux de la ganadería du Puerto de San Lorenzo.
- Confirmation d’alternative à Madrid : 13 mai 1997. Parrain, « Finito de Córdoba » ; témoin, « El Tato ». Taureaux de la ganadería de Alipio Pérez-Tabernero.